# Semnan (Stadt)
Semnan (persisch سمنان, DMG Semnān) ist die Hauptstadt der iranischen Provinz Semnan. Sie hat 144.691 Einwohner.

## Geografische Lage
Die Stadt liegt am nördlichen Rand der Provinz, etwa 220 km östlich von Teheran und 120 km südlich des Kaspischen Meeres auf einer Höhe von 1138 Meter über dem Meeresspiegel am südlichen Rand des Elburs-Gebirges.
Im Westen der Stadt befindet sich der ursprünglich selbständige Stadtteil Maleh, der von den Malezh bewohnt wird. Maleh besteht aus den Teilen Kuery (Kodivar), Kushmaqaan und Zavaqaan.

## Wirtschaft und Verkehr
Die Stadt ist regionales Handelszentrum für Getreide und Baumwolle. Ein historisch wichtiger Industriezweig ist die Textil- und Teppichproduktion. Heute spielen auch Automobil- und Fahrradproduktion eine wichtige Rolle. Semnan ist ein traditioneller Stützpunkt auf den Handelsrouten zwischen dem 220 km entfernten Teheran und dem 685 km entfernten Maschhad. Die Stadt liegt so auch an der Bahnstrecke Garmsar–Maschhad, der direkten Eisenbahnverbindung zwischen Teheran nach Maschhad.

## Sehenswürdigkeiten
Von kunstgeschichtlicher Bedeutung ist die Freitagsmoschee, deren erster Bau eine Säulenhalle war, die vermutlich aus frühislamischer Zeit stammte. In das 11. Jahrhundert werden ein Minarett, ein unterirdischer Raum (Schabestan) und ein zweigeschossiger Gebäudeteil datiert. Während der Zeit der Timuriden im 15. Jahrhundert kam der von weitem sichtbare hohe Iwan hinzu.

## Bildungseinrichtungen
Semnan ist Standort der Universität Semnan, der Semnaner medizinischen Universität, der islamischen Azad-Universität Semnan und weiterer Hochschulen.

## Söhne und Töchter der Stadt
- Nematollah Nassiri (1910–1979), ehemaliger Direktor des SAVAK